# Guy Carlton (sztangista)
Guy Carlton (ur. 16 stycznia 1954 w Amherst w Ohio, zm. 11 maja 2001 w Arrowsmith w Illinois) – amerykański sztangista.
Brązowy medalista olimpijski (1984), brązowy medalista mistrzostw świata (1984), srebrny medalista igrzysk panamerykańskich (1979) oraz dwukrotny mistrz Stanów Zjednoczonych w podnoszeniu ciężarów. 
Startował w pierwszej wadze ciężkiej (do 100 kg) oraz wadze ciężkiej (do 110 kg).

## Osiągnięcia

### Letnie igrzyska olimpijskie
- Los Angeles 1984 –  brązowy medal (druga waga ciężka)

### Mistrzostwa świata
- Gettysburg 1978 – 9. miejsce (pierwsza waga ciężka)
- Saloniki 1979 – 10. miejsce (pierwsza waga ciężka)
- Los Angeles 1984 –  brązowy medal (waga druga ciężka) – mistrzostwa rozegrano w ramach zawodów olimpijskich

### Igrzyska panamerykańskie
- San Juan 1979 –  srebrny medal (pierwsza waga ciężka)

### Mistrzostwa Stanów Zjednoczonych
- 1981 –  złoty medal (II waga ciężka)
- 1984 –  złoty medal (II waga ciężka)